# ولاد بن اسعد (سيدي عمر الحاضر)
ولاد بن اسعد هو دُوَّار يقع بجماعة سيدي اعمر الحاضي، إقليم سيدي قاسم، جهة الرباط سلا القنيطرة في المملكة المغربية. ينتمي الدوّار لمشيخة سيدي عمر الحاضر التي تضم 14 دوار. يقدر عدد سكانه بـ 302 نسمة حسب الإحصاء الرسمي للسكان والسكنى لسنة 2004.

## روابط خارجية
- البوابة الوطنية للجماعات الترابية
- المندوبية السامية للتخطيط